# Winslow Ames
Pour les articles homonymes, voir Ames (homonymie).
Winslow Ames, né le 3 juillet 1907 à Maullín (Chili) et décédé le 3 octobre 1990 à Wakefield (Rhode Island), est un historien de l'art américain.

## Carrière
Diplômé de Harvard College, il s'est spécialisé dans l'histoire du dessin et de l'architecture. Directeur du Lyman Allyn Art Museum de New London (Connecticut), puis du Springfield Art Museum, il a fait partie du comité d'architecture du Museum of Modern Art de New York.